# Gerda-Maria Haas
Gerda-Maria Haas (* 10. Oktober 1942 in Bamberg) ist eine deutsche Politikerin (SPD).

## Ausbildung und Beruf
Haas machte ihr Abitur am humanistischen Gymnasium und studierte in Nürnberg. Sie war 18 Jahre lang als Hauptschullehrerin tätig mit Zusatzqualifikation für evangelische Religion, Englisch und Schulpsychologie. Später qualifizierte sie sich zur Diplom-Gesundheitswissenschaftlerin, erlangte den Master of Public Health (MPH) und war als Epidemiologin tätig. Bis 2002 war sie Landesvorsitzende bei pro familia. Sie ist Stiftungsratsvorsitzende der Stiftung zur Prävention der Arteriosklerose, die sie 1992 zusammen mit ihrem Ehemann, dem Mediziner und emeritierten LMU-Professor Peter Schwandt (* 1936), gründete.

## Politische Laufbahn
1962 wurde Haas Mitglied der SPD. Von 1978 bis 1982 gehörte sie dem Stadtrat in Nürnberg und von 1982 bis 1998 dem Bayerischen Landtag an. Das erste Mal wurde sie im Stimmkreis Nürnberg-Süd direkt in den Landtag gewählt, danach stets über die Liste im Wahlkreis Mittelfranken. In der 10./11. Legislaturperiode saß sie im Ausschuss für den Staatshaushalt und Finanzfragen und in der 12./13. Legislaturperiode im Ausschuss für Sozial-, Gesundheits- und Familienpolitik. Sie war stellvertretende Vorsitzende im SPD-Bezirk Franken (1987–1991), danach stellvertretende SPD-Landesvorsitzende (1991–1999) und stellvertretende Fraktionsvorsitzende der SPD-Landtagsfraktion. Später engagierte sich als Vorsitzende der Schiedskommission im Landesvorstand.